# Mattia Mura

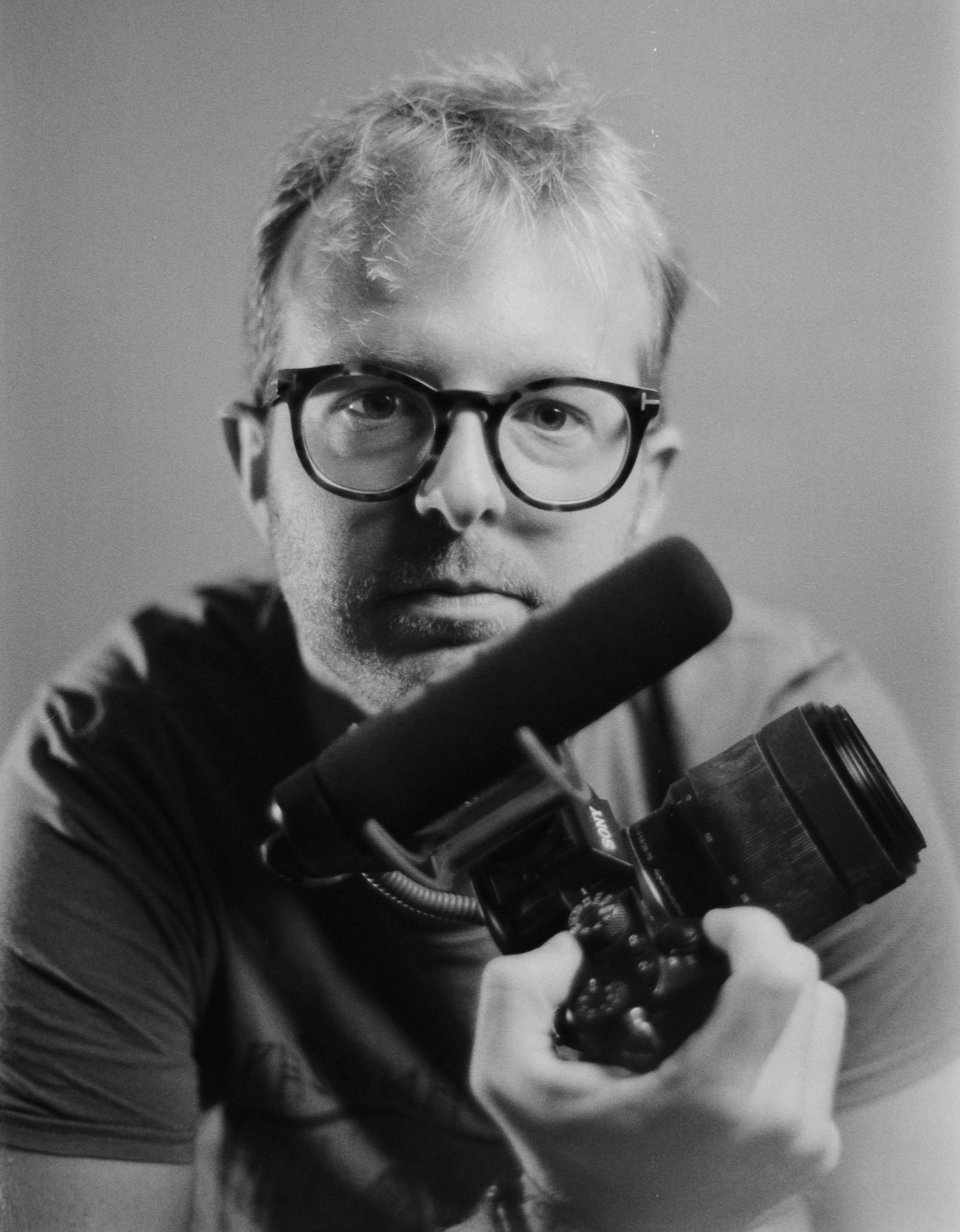
Mattia Mura nel 2020

Mattia Mura, conosciuto anche come Mattia Mura Vannuzzi (Cecina, 7 gennaio 1992), è un regista cinematografico italiano noto in particolare per la sua attività nel settore del cinema documentario.

## Biografia
Esordisce giovanissimo come scrittore, pubblicando nel 2006 un romanzo fantasy dal titolo Liberando Lastlend. Si avvicina al linguaggio audiovisivo a partire dal 2009, iniziando una fase di sperimentazione in cui fonda l'associazione culturale Helix Pictures, volta alla diffusione della cultura del cinema tra la Toscana e la Sardegna.
Laureato nel 2014 in Arti e Scienze dello Spettacolo all'Università la Sapienza di Roma con una tesi sul Movimento Panico di Alejandro Jodorowsky, Fernando Arrabal e Roland Topor, è il primo a realizzare un'intervista in italiano a Marianne Costa, ex-moglie di Jodorowsky, e ricercatrice nel campo della tarologia.
Nel 2015 vince una borsa di studio a Fabrica, il centro di ricerca sulla comunicazione di Benetton. Si trasferisce a Treviso, dove trascorre tre anni all'interno della struttura. In questo periodo, realizza il mini-doc ChromoSkopje, sulle proteste avvenute nel 2016 in Macedonia del nord, esposto poi al MoCa - Museo di Arte Contemporanea di Skopje, e il documentario Drew Nikonowicz - Notes from Anywhere, ritratto del fotografo americano Drew Nikonowicz che gli vale una nomination al London International Documentary Film Festival.
Negli stessi anni, filma il documentario breve Beatrice (2017), sulla vita di Bebe Vio, per la regia di Lorena Alvarado, vincitore di un Vimeo Staff Pick e collabora con Franco Brogi Taviani alla realizzazione del documentario Frammenti di un laboratorio di cinema (2017).
Nel 2018 l'incontro con Oliviero Toscani, rientrato a Fabrica come responsabile della comunicazione dopo 18 anni di assenza, genera una collaborazione che lo porta a diventare il filmmaker ufficiale del fotografo, seguendo la parte video delle sue prime campagne sull'integrazione.
Dopo aver preso parte a due mostre collettive con Fabrica, una a Treviso, l'altra a Liegi nel corso di Reciprocity Design, lascia Fabrica nel 2019 per sviluppare un progetto di documentario sull'ospitalità in Europa che lo porta a filmare in Germania, Grecia e Croazia. Alla fine dello stesso anno, Mattia Mura torna ai progetti di fiction di cui si era occupato negli anni della sua formazione, realizzando Il nostro nome è Anna, un cortometraggio con Ludovica Nasti e Adelmo Togliani ispirato ai valori veicolati dalla figura di Anna Frank, che gli vale il premio come miglior cortometraggio, tra gli altri, al Med-Limes di Salerno e al Zero Plus International Film Festival, in Siberia. Dopo essere stato proiettato alla Casa Museo di Anna Frank ad Amsterdam il 31 agosto 2021, è disponibile su Amazon Prime a partire da novembre 2022.
Nel 2020 ottiene una residenza d'artista presso Bridgeguard a Štúrovo, una città slovacca sul Danubio, al confine con l'Ungheria, dove realizza il progetto Breakfast over the Bridge, una miniserie di documentari in proiezione sulla tv ungherese MTVA che ruota intorno al Ponte Maria Valeria, confine simbolico tra le due nazioni. Il primo episodio è andato in onda su M5 il 15 febbraio 2022, in occasione del 31º anniversario dell'accordo di Visegrad. Nel Novembre 2022 il film viene proiettato a Boston all'interno di TransculturalExchange, una serie di conferenze sulle residenze d'artista e gli scambi culturali, dove Mura figura tra gli speaker.
Il suo primo documentario lungo, The Choice of Staying, un racconto sulla vita nella comunità spirituale di Damanhur, è vincitore del premio Miglior Cinematografia Europea ai Jharkhand International Film Festival Awards nel 2020. Disponibile su Chili da dicembre 2021, entra a far parte della selezione dei documentari di Prime Video nel maggio 2025.
Nel 2022 è tra gli artisti selezionati per una residenza a Nomadic Island, parte di Esch2022, Capitale europea della cultura. A partire dallo stesso anno, è direttore artistico di Cecinema, festival internazionale del cinema ironico e sociale, di base a Cecina, in provincia di Livorno. 

## Filmografia
- Elegia - di un 29 giugno 1945 – cortometraggio (2011)
- Il nostro nome è Anna – cortometraggio (2021)
- Chromoskopje – cortometraggio documentario (2016)
- Edu - a Traveling Child – cortometraggio documentario (2016)
- Drew Nikonowicz - Notes from Anywhere – cortometraggio documentario (2017)
- High Pressure – cortometraggio documentario (2020)[37]
- The Choice of Staying – documentario (2020)
- Breakfast Over the Bridge - Capitolo I: il ponte – documentario (2021)